# Elisabeth Aspaker
Elisabeth Vik Aspaker (født 16. oktober 1962 i Harstad) er en norsk politiker (Høyre) som siden 2019 har været statsforvalter (før 2021 kaldt fylkesmand) i Troms og Finnmark. Hun blev fylkesmand i Troms i 2017.
Aspaker var fiskeriminister i Regeringen Solberg fra 2015 til 2016 og derefter minister for EØS, EU og nordisk samarbejde fra 2015 til 2016. Aspaker blev valgt til Stortinget fra Troms fra 2005 til 2017. Hun var stedfortræder i valgperioderne 1989-1993 og 1997-2001. I juni 2014 blev Aspaker udnævnt til fylkesmand i Troms, en stilling, hun indtog i 2017, efter afslutningen af sin sidste valgperiode i Stortinget.
Aspaker var personlig sekretær for minister Else Bugge Fougner i Justis- og politidepartementet 1989-1990, politisk rådgiver for minister Kristin Clemet i Utdannings- og forskningsdepartementet 2001-2004 samt statssekretær i Helse- og omsorgsdepartementet 2004-2005. I Stortinget har hun været medlem af Stortingets justiskomité 2005-2009 og medlem af Stortingets kirke-, utdannings- og forskningskomité 2009-2013.